# Cimetière militaire allemand de Diónysos-Rapendóza
Le cimetière militaire allemand de Diónysos-Rapendóza, en grec moderne : Γερμανικό στρατιωτικό νεκροταφείο Διονύσου - Ραπεντόζης, en allemand : Deutscher Soldatenfriedhof Dionyssos-Rapendoza, est l'un des deux cimetières où se trouvent les tombes des soldats allemands morts en Grèce pendant la Seconde Guerre mondiale. L'autre cimetière est celui de Máleme, en Crète.
Le cimetière allemand est situé dans un endroit qui était à l'origine assez isolé, sur le côté nord du Pentélique, à Diónysos, près de Rapendósa, en Attique.
Il contient les tombes de 9 973 soldats de l'armée allemande, répartis en trois endroits. Le cimetière a été créé le 28 septembre 1975 et des soldats allemands morts dans toutes les régions de Grèce y sont enterrés.
Il est entretenu par le Service pour l’entretien des sépultures militaires allemandes, une association privée basée à Cassel, au nom du gouvernement allemand. L'association est responsable de l'entretien de cimetières similaires dans le monde entier.